# Franziskanerkloster Innsbruck

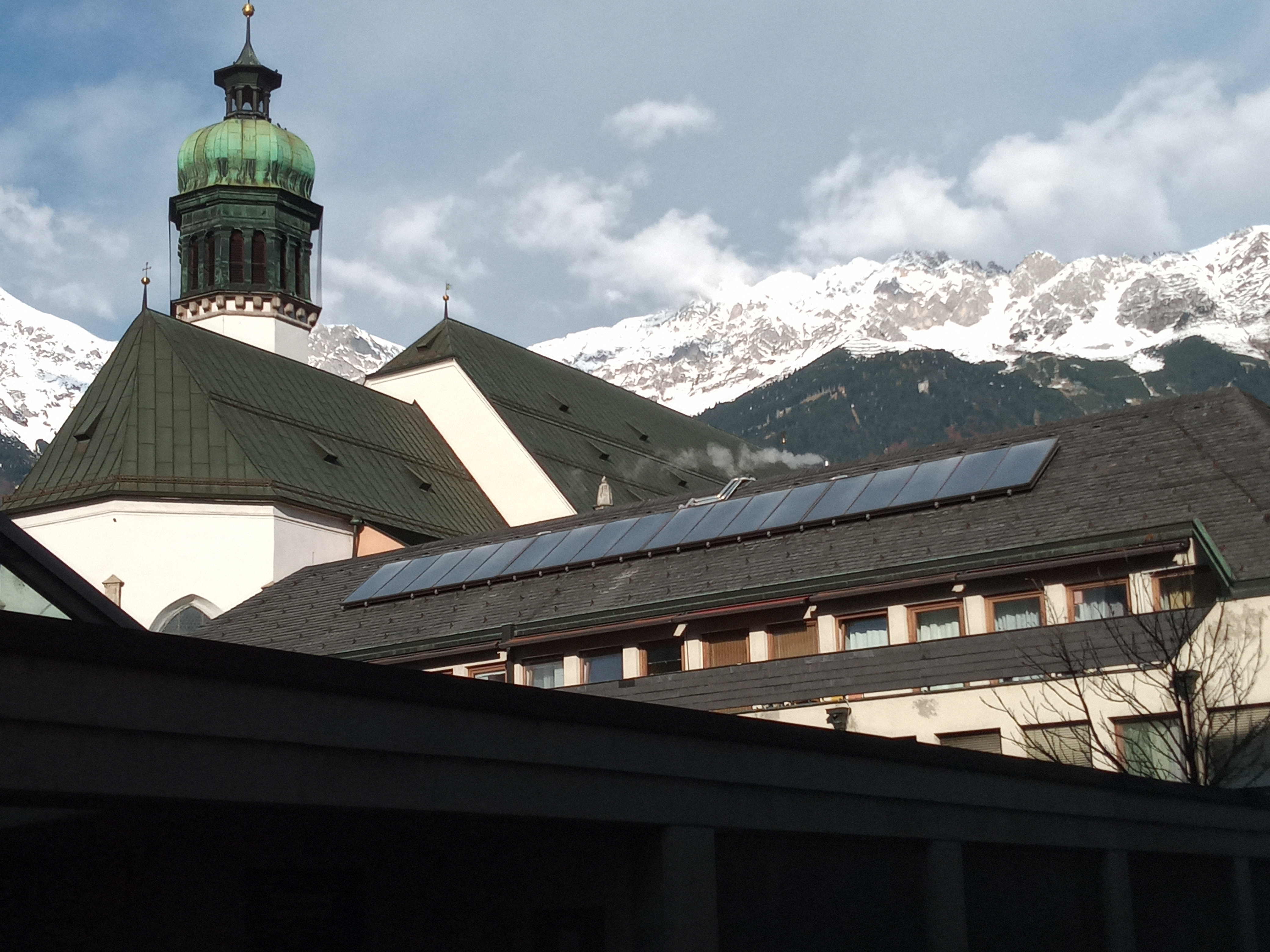
Ehemaliges Franziskanerkloster mit Hofkirche

Das Franziskanerkloster Innsbruck wurde von Kaiser Ferdinand I. zur Betreuung der Hofkirche in Innsbruck (Tirol) gegründet.

## Geschichte

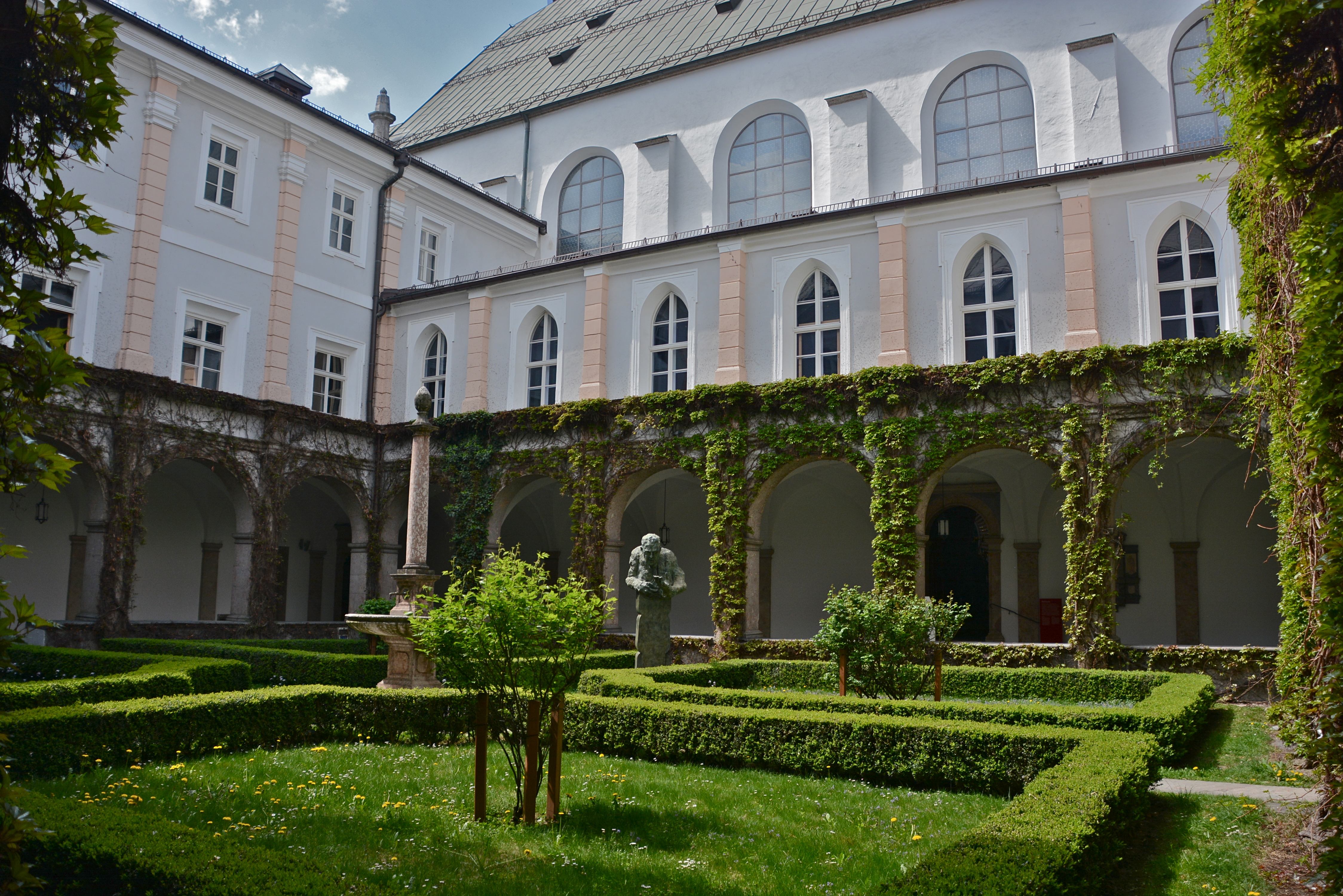
Kreuzgang des früheren Klosters, heute Teil des Volkskunstmuseums

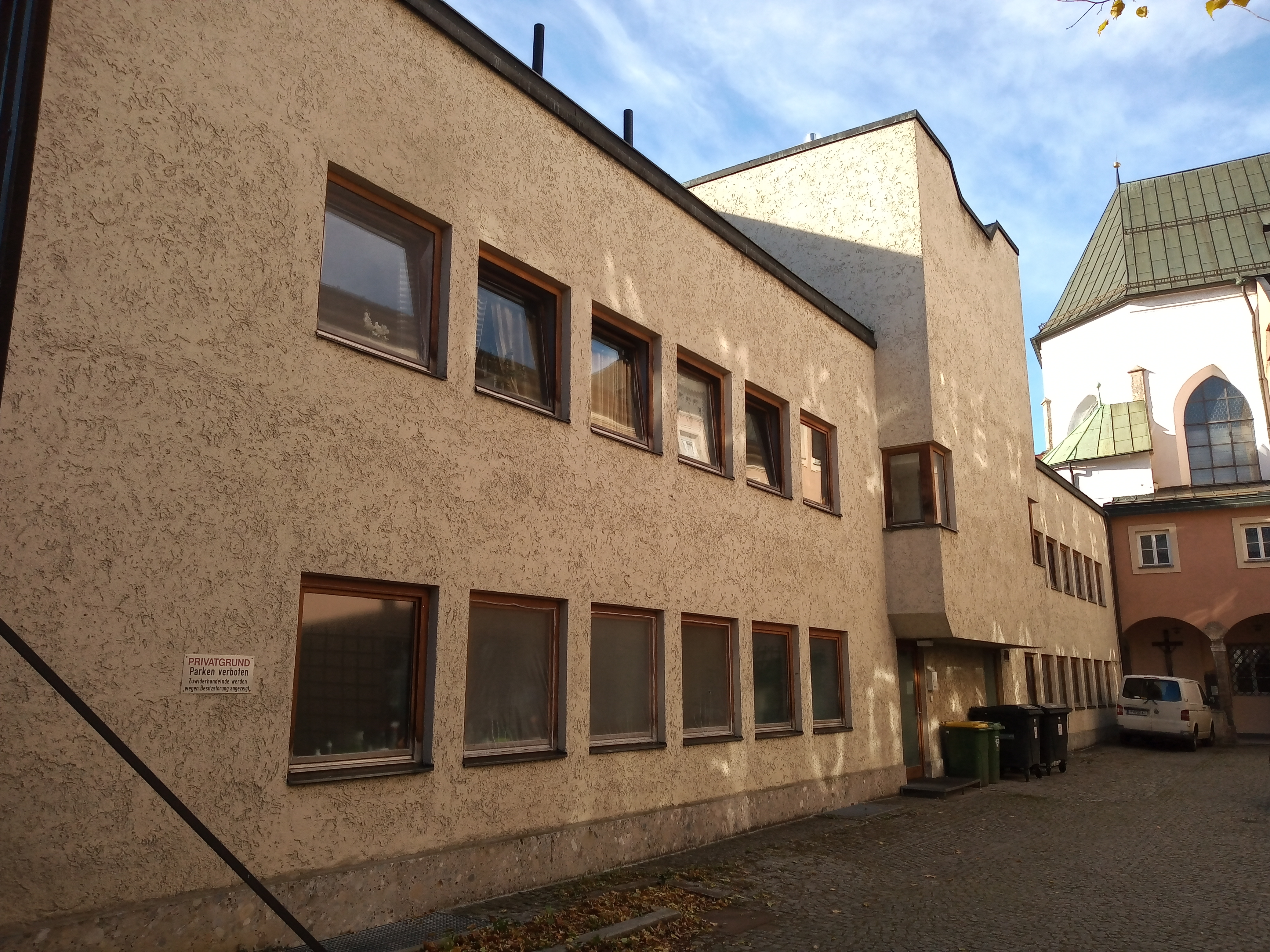
Neubau von 1972

Als der spätere Kaiser Ferdinand I. im Jahre 1553 für das Grabmal seines Großvaters Kaiser Maximilian I. die Innsbrucker Hofkirche errichten ließ, baute man an die Kirche auch ein Klostergebäude – „Neues Stift“ genannt – an. Nach längerer Suche berief Ferdinand I. im Jahre 1563 Franziskaner (OFM) der Ordensprovinz von Venedig nach Innsbruck, um das Kloster zu bewohnen und die Hofkirche seelsorglich zu betreuen. Auf Grund von sprachlichen Schwierigkeiten wurden sie 1574 jedoch durch deutsche Franziskaner ersetzt. Im Jahre 1580 wurde das Innsbrucker Kloster Hauptsitz der neu gegründeten Tiroler Franziskanerprovinz. In Innsbruck wohnte der Provinzial und es wurden dort auch immer die Kapitel – Versammlungen der Ordensprovinz – abgehalten. Außerdem beherbergte es ein ordensinterne theologische Lehranstalt und eine große Bibliothek.
Am 11. April 1785 wurde das Innsbrucker Kloster unter Kaiser Joseph II. aufgehoben und das Gebäude als Generalseminar für die staatliche Priesterausbildung verwendet. Als Ersatz erhielten die Franziskaner das ehemalige Karmelitenkloster in Lienz. Ein Teil der damals 62 im Innsbrucker Kloster lebenden Franziskaner fanden dort oder in anderen Klöstern Zuflucht. Einige wenige, wie auch der bedeutende Theologielektor Pater Herkulan Oberrauch, blieben in Innsbruck und wohnten in einem Haus in der Sillgasse.
Das Klostergebäude diente aber nur bis 1790 als Generalseminar. Im Jahre 1830 wurde dort die Theresianische Ritterakademie unter der Leitung der Jesuiten untergebracht und von 1866 bis 1910 beherbergte es ein Gymnasium. Heute werden die Räumlichkeiten vom Tiroler Volkskunstmuseum genutzt.
Die Franziskaner erhielten jedoch 1832 die ehemalige Krankenstation, die an das aufgehobene Kloster angrenzte, zurück und bauten sie zum neuen Innsbrucker Franziskanerkloster aus. 1872 wurde durch einen Zubau das Kloster auch wieder mit der Hofkirche verbunden. 1972 wurde das Klostergebäude nach Plänen von Hubert Prachensky neu errichtet. Es diente bis 2007 als Sitz des Provinzials der Tiroler Franziskanerprovinz. Hauptaufgabe der Innsbrucker Franziskaner war von Anfang an bis zuletzt die seelsorgliche Betreuung der Hofkirche.
Ende September 2021 wurde das Kloster in Innsbruck von den Franziskanern aufgelöst, die Seelsorge an der Hofkirche haben die Kapuziner übernommen.